# 豚鼠小目
豚鼠小目（学名：Caviomorpha）又作南美豪豬類，是齧齒目下的一個小目，包含了所有在南美洲的豪豬亚目。這個分類是得到化石及分子證據所支持的。

## 起源
南美豪豬類的最先成員是一個於南美洲發現介乎始新世晚期至漸新世早期的未描述化石。到了漸新世末期，所有南美豪豬類下的超科及大部份科都已經存在。
在這段時期，南美洲是與其他大洲分隔的。有幾個不同的假說解釋南美豪豬類如何進入南美洲，但都涉及牠們飄浮橫渡海洋。
最廣為接受的是指所有南美豪豬類的祖先從非洲橫渡了大西洋到來。這個假說得到分子分析的支持，指非洲豪豬類（只包括濱鼠科、岩鼠科及蔗鼠科）是南美豪豬類的姊妹分類。事實上，直至發現老撾謎鼠，所有現今豪豬下目的科都只生活在南美洲及非洲。
另一個假說則指南美豪豬類的祖先是在亞洲崛起，並經其他的大洲到達南美洲。一般都認為這個其他大洲就是北美洲，原因是其地理上接近亞洲及南美洲。Franimorpha曾經被指可能是南美豪豬類的北美洲祖先，但現時的學者都認為這是protrogomorphous而非hystricomorphous。化石證據顯示Entodacrya可能是源自亞洲，故此亦被指是南美豪豬類的亞州祖先。同樣地，由於老撾謎鼠只有在亞洲發現，故亦支持了亞洲起源。
不過另有指南美豪豬類是源於亞洲，但卻是經非洲、澳洲及南極洲，或是非洲及南極洲進入南美洲。又或是牠們起源於非洲，經南極洲進入南美洲的。
新世界猴似乎是於差不多的時期經非洲或其他大洲進入南美洲。很多學者相信南美豪豬類及新世界猴進入南美洲的事件是同一生物地理學事件。

## 多樣性
南美豪豬類自到達南美洲後，發生爆炸性的多樣化。牠們勝過了擁有類似生態位的動物，如美洲有袋類。在保持其草食性後，牠們由大家鼠體型的棘鼠科擴展至如美洲野牛屬般體型的Phoberomys。同時生態學上亦包括像囊鼠科般挖洞的櫛鼠、樹上棲息的新大陸豪豬、奔跑的兔豚鼠及水中生活的水豚及河狸鼠。棲息地多至草原、高山、森林邊緣及熱帶密林中。
雖然很多南美豪豬類都在南北美洲生物大遷徙中遷徙至中美洲，當中只有北美豪豬進入了北美洲而活到現今。河狸鼠亦被帶到北美洲，成為了當地的入侵物種。

## 分類
- 美洲豪猪总科 Erethizontoidea
  - 美洲豪猪科 Erethizontidae
- 豚鼠总科 Cavioidea
  - †头刺豚鼠科 Cephalomyidae
  - 刺豚鼠科 Dasyproctidae
  - 兔豚鼠科 Cuniculidae
  - †始豚鼠科 Eocardiidae
  - 花背豚鼠科 Dinomyidae
  - 豚鼠科 Caviidae
- 八齿鼠总科 Octodontoidea
  - 八齿鼠科 Octodontidae
  - 栉鼠科 Ctenomyidae
  - 棘鼠科 Echimyidae
  - 海狸鼠科 Myocastoridae
  - 硬毛鼠科 Capromyidae
  - †海地岛鼠科 Heptaxodontidae
- 毛丝鼠总科 Chinchilloidea
  - 毛丝鼠科 Chinchillidae
  - †新绒鼠科 Neoepiblemidae
  - 华毛鼠科 Abrocomidae